# Tetsuya Watanabe
Tetsuya Watanabe  (Japans: 渡部 哲哉, Watanabe Tetsuya) (Tanashi, 23 april 1973) is een hedendaags Japans componist.

## Levensloop
Watanabe kreeg al vroeg lessen voor trombone en orgel. Aan de High school speelde hij in het harmonieorkest saxofoon en bewerkte eerst stukken voor harmonieorkest. In 1991 begon hij zijn studies aan het Toho College of Music in Kawagoe, Saitama. Met zijn werk T-Square won hij een 1e prijs op een compositie-wedstrijd. Vanaf 1992 studeerde hij aan de Tokyo National University of Fine Arts and Music in Tokio. 
In 1997 schreef hij een werk voor een conference in Hamamatsu, Japan, dat uitgevoerd werd door de Japanse Luchtmachtkapel (Air Self-Defense Force Band). 

## Composities

### Werken voor harmonieorkest
- 2000 Night
- 2001 viva! SO-RAN
- 2003 Guda fanfare
- 2003 Aya
- 2004 Drie fanfares
- 2004 Voice of the wind, mars
- 2004 Homage - 50th anniversary of the Air Self-Defense Force
- 2005 Fanfare to Hamamatsu
- 2005 Greenery
- 2006 Geisha - dancing girl
- 2006 "HOMAGE" ~ The Water gave all of life
- 2006 Spring Scenery, mars

### Kamermuziek
- 2008 Bugaku - Coloring of an Ancient City, voor saxofoonkwintet
- 2008 The Brass Colors, suite voor koperkwintet
- 2008 Time of nostalgia: When the Natsukashi, voor blaaskwintet
- 2009 The Season which Fallen Leaves Dances, voor 3 dwarsfluiten, klarinet en saxofoonkwartet (of klarinetoktet)